# Im Jae-yeon
Dans ce nom coréen, le nom de famille, Im, précède le nom personnel.
Im Jae-yeon, né le 6 septembre 1991, est un coureur cycliste sud-coréen. Il participe à des compétitions sur route et sur piste.

## Biographie
Im Jae-Yeon commence sa carrière en 2012 à l’âge de 21 ans. Sur le Tour du Viêt Nam, il signe un podium sur la 3e étape et termine 3e du classement par points. Il se classe également 4e des Championnats de Corée du Sud juniors. L’année suivante, il est médaillé de bronze aux Championnats d'Asie de contre-la-montre espoirs. 
En 2014, il signe son premier contrat professionnel avec l’équipe CCN avant de la quitter au bout d’une saison pour rejoindre la formation  7-Eleven Philipines, durant cette année, il termine dans le top 10 d’une étape du Tour de Corée.
En 2017, il rejoint l’équipe Korail pour quatre ans. Lors de la saison 2018, il rentre deux fois dans le top 10 d’étapes sur le Tour de Corée, en 2019, il est médaillé de bronze aux Championnats de Corée du Sud de contre-la-montre. Après ces quatre années passées dans la formation sud-coréenne, Jae-yeon rejoint l’équipe continentale LX et réalise en 2022 deux top 10 sur des étapes du Tour de Thaïlande.

## Palmarès sur route

### Par année
- 2013
  -  Médaillé de bronze du championnat d'Asie du contre-la-montre espoirs
- 2014
  - 7e et 10e étapes de la Ronda Pilipinas
- 2015
  - 3e étape de la Jeolginyeon Stage Race
- 2016
  - 3e étape de la Daetongryeonggi Gapyeong Stage Race
- 2022
  - 2e et 3e étapes du Kangjin Memorial Tour

### Classements mondiaux
| Année         | 2012 | 2013 |
| ------------- | ---- | ---- |
| UCI Asia Tour | 181e | 126e |

## Palmarès sur piste

### Championnats du monde
- Pruszków 2019
  - 15e de la poursuite par équipe[3]
  - 17e de la poursuite individuelle
  - Abandon lors de l'américaine

### Jeux asiatiques
- Jakarta 2018
  -  Médaillé d'argent de l'américaine

### Championnats d'Asie
- Astana-Karaganda 2014
  -  Champion d'Asie de poursuite
- Nakhon Ratchasima 2015
  -  Médaillé d'argent de l'omnium
  -  Médaillé de bronze de la poursuite par équipes
- Izu 2016
  -  Médaillé de bronze de la poursuite par équipes
- New Dehli 2017
  -  Champion d'Asie de l'américaine (avec Park Sang-hoon)
  -  Médaillé d'argent de la poursuite par équipes
- Nilai 2018
  -  Médaillé d'argent de la poursuite par équipes
  -  Médaillé de bronze de l'américaine
- Jakarta 2019
  -  Champion d'Asie de poursuite par équipes (avec Min Kyeong-ho, Kim Ok-cheol et Shin Don-gin)
  -  Champion d'Asie de l'américaine (avec Kim Ok-cheol)
- Jincheon 2020
  -  Médaillé d'argent de la poursuite par équipes